# Malayan Miscellanies
Malayan Miscellanies (abreviado Malayan Misc.) fue una revista con ilustraciones y descripciones botánicas que fue editada en Benkulen desde el año 1820 hasta 1822, durante los cuales se publicaron dos números.